# Vincent Victor Dereere
Vincent Victor Dereere, né le 12 février 1880 à Ostende (Belgique) et décédé le 29 décembre 1973 à Ypres (Belgique) est un prêtre carme belge, missionnaire en Inde du Sud et évêque de Quilon (1936), puis de Trivandrum (rite latin) de 1937 à 1966. 

## Biographie
Fils d’Auguste Dereere et de son épouse née Rosalie Vandorpe, Vincent Dereere est né à Ostende le 12 février 1880 et fait ses études secondaires au collège Notre-Dame (Onze-Lieve-Vrouwecollege) de la ville. Il entre chez les carmes déchaux et y est ordonné prêtre le 17 juin 1905.
Envoyé comme missionnaire au Kerala (région confiée aux carmes belges), Dereere y est nommé évêque de Quilon (en) (aujourd’hui Kollam), au Kerala, le 10 février 1936. Sa consécration épiscopale a lieu le 17 mai 1936 et réalisée par Léo Kierkels avec comme co-consécrateurs Alois Benziger (de) et Lawrence Pereira (de). À peine un an plus tard, il est transféré au siège de Trivandrum (de) (des Latins) nouvellement érigé, où il entre en fonction le 1er juillet 1937. Il y reste près de trente ans.
Acceptant immédiatement les nouvelles directives du concile Vatican II (auquel il participa), il remet sa démission le 23 octobre 1966, ayant largement dépassé la limite d’âge récemment fixée. Recevant le siège titulaire d’Ibora (de), il prend sa retraite dans son pays natal. Il meurt à Ypres le 31 décembre 1973.

## Succession apostolique
Vincent Victor Dereere a ordonné les évêques suivants :
- Évêque Peter B. Pereira (en) (1955)

## Liens
- Ressource relative à la religion :   - Catholic Hierarchy